# كريستيان دياز (لاعب كرة قدم أرجنتيني)
كريستيان دياز (بالإسبانية: Cristian Díaz)‏ هو لاعب كرة قدم أرجنتيني، ولد في 16 مايو 1989 في Villa Constitución ‏ في الأرجنتين. لعب مع بانفيلد وخميناسيا خوخوي ونيولز أولد بويز.

## وصلات خارجية
- كريستيان دياز (لاعب كرة قدم أرجنتيني) على موقع قاعدة بيانات كرة القدم.إي يو (الإنجليزية)
- كريستيان دياز (لاعب كرة قدم أرجنتيني) على موقع Soccerway.com (الإنجليزية)